# Powell Duffryn
Powell Duffryn war ein britischer Kohleförder und Industriekonzern. Die Nachfolgegesellschaft PD Ports betreibt mehrere Häfen in Nordengland (Teesport, Hartlepool, Howden und Keadby).

## Geschichte
1810 gründete Thomas Powell (1779?–1863) seine erste Zeche in Südwales. Durch die Abschaffung 1834 eines Gesetzes, welches den Kohleexport beschränkte, eröffnete sich ihm der nordenglische Markt. In der folgenden Zeit baute er eine eigene Binnenschiffflotte auf und beteiligte sich an der Taff Vale Railway. Ende der 1840er Jahre war Powell der größte Kohleförderer der Welt. 1860 fusionierte er seine Zechen mit denen von George Elliot.
1935 übernahm Powell Duffryn die Welsh Associated Collieries und nannte sich in P.D. Associated Collieries um. Die jährliche Förderung wuchs auf 20 Mio. Tonnen. Durch den Coal Industry Nationalisation Act wurde das Kohlegeschäft zum 1. Januar 1947 enteignet und das Unternehmen musste sich auf seine Nebengeschäfte konzentrieren. Zu den Tochterunternehmen gehörten im Jahr 1999 die Firmen Air Compressor Products Inc. (USA); Belliss & Morcom Ltd. (UK); Eagle Compressors Inc. (USA); Geesink BV (Niederlande); Hamworthy Combustion Engineering Ltd. (UK); Hamworthy Heating Ltd. (UK); Hamworthy Compressor Group (UK); Hamworthy Canada Ltd.; Hamworthy Compressor Systems Ltd. (UK); Hamworthy Marine Ltd. (UK); Hamworthy Marine Technology Ltd. (UK); Hamworthy Pumps and Compressors Ltd. (UK); Humberside Holdings Ltd. (UK); H & L Garages Ltd. (UK); Humberside Sea & Land Services Ltd. (UK); JIP Kugleventiler (Dänemark); Peabody Engineering Corporation (USA); Powell Duffryn Shipping Ltd. (UK); Powell Duffryn Storage Ltd. (UK); Svanehoj International A/S (Dänemark) und die Tees and Hartlepool Port Authority Ltd. (UK).
2000 wurde das Unternehmen von der japanischen Nikko Principal Investments Japan Ltd. übernommen. Danach wurden mehrere Geschäftsteile wie z. B. Hamworthy, Belliss & Morcom an Gardner Denver verkauft. 2005 ging das Unternehmen an Babcock & Brown. 2009 wurde das Hafengeschäft (PD Ports) an Brookfield Asset Management verkauft.